# Marius Sabaliauskas
Marius Sabaliauskas est un coureur cycliste lituanien né le 15 novembre 1978 à Kaunas. Il met fin à sa carrière assez tôt, en 2006, à l'âge de 28 ans. C'était un assez bon grimpeur.

## Palmarès

### Palmarès amateur
- 1999
  - Clásica Memorial Txuma
  - Gran Premio Colli Rovescalesi
  - Tour d'Émilie amateurs
  - 2e du Giro del Valdarno
  - 3e du Gran Premio Inda
  - 5e du championnat d'Europe du contre-la-montre espoirs
  - 7e du championnat du monde sur route espoirs
- 2000
  - 2e étape du Tour de Navarre
  - Gran Premio Città di Corridonia
  - Trofeo Comune Valperga Canavese
  - Giro del Canavese
  - 2e du Tour de Lombardie amateurs
  - 5e du championnat du monde sur route espoirs

### Palmarès professionnel
- 2003
  - 2e du Tour des Apennins
- 2004
  - 3e du Tour de la Hainleite

## Résultats sur les grands tours

### Tour d'Italie
3 participations
- 2002 : abandon (12e étape)
- 2003 : 48e
- 2005 : 66e

### Tour de France
1 participation
- 2004 : 42e

### Tour d'Espagne
1 participation
- 2004 : 87e